# آن بانرمان
آن بانرمان (بالإنجليزية: Anne Bannerman)‏ (31 أكتوبر 1765، إدنبرة في المملكة المتحدة - 29 سبتمبر 1829)؛ كاتِبة، شاعرة وروائية بريطانية.